# Gressittacantha terranova
Gressittacantha terranova är en urinsektsart som beskrevs av Wise 1967. Gressittacantha terranova ingår i släktet Gressittacantha och familjen Isotomidae. Inga underarter finns listade i Catalogue of Life.